# Stephen Johnson (Basketballspieler)
Stephen Marcus Johnson (* 17. Januar 1972 in Villepinte) ist ein ehemaliger US-amerikanisch-französischer Basketballspieler.

## Leben
Der nahe Paris geborene und in Baltimore aufgewachsene Johnson nahm 1991 ein Studium an der University of California, Berkeley auf. Der 2,06 Meter große Innenspieler erreichte mit der Hochschulmannschaft in der Saison 1992/93 die Runde der besten 16 Mannschaften der NCAA und kam in diesem Spieljahr an der Seite von Jason Kidd auf Mittelwerte von 3,9 Punkte und 3 Rebounds pro Begegnung. Er spielte bis 1994 für die University of California und verließ die Hochschule ohne Studienabschluss, um ins Profilager zu wechseln.
Johnson spielte ab Februar 1996 in Gent (Belgien) und in der Saison 1996/97 bei New Wave Göteborg in Schweden. Bei der Göteborger Mannschaft kam er auf 15,5 Punkte und 9,5 Rebounds pro Einsatz. Er bestritt im Spieljahr 1996/97 des Weiteren drei Einsätze für den französischen Zweitligisten Caen.
Zur Saison 1997/98 wechselte Johnson zum deutschen Bundesligisten TV Tatami Rhöndorf. Er blieb bis 1999 in Rhöndorf, in seinem zweiten Jahr bei der Mannschaft zog er mit dem TV ins Bundesliga-Halbfinale ein, Johnson trug dazu im Saisonverlauf im Schnitt 7,2 Punkte und 7 Rebounds pro Begegnung bei. Mit Rhöndorf spielte er auch im Europapokal.
Zu Beginn der Saison 1999/2000 stand er bei Virtus Rom (Italien) unter Vertrag. Mitte Dezember 1999 wurde er als Neuzugang des finnischen Erstligisten Tapiolan Honka vermeldet, verließ die Mannschaft aber kurz darauf wieder, ohne ein Spiel bestritten zu haben. Ab Januar 2000 spielte er bei MTV Gießen in der Basketball-Bundesliga. Bis Saisonende stand Johnson in 18 Bundesliga-Spielen für die Mittelhessen auf dem Parkett und erzielte 6,6 Punkte sowie 5,3 Rebounds je Begegnung. 2001/02 war Johnson Spieler des Schweizer Nationalligisten Lugano Snakes und stand 2002/03 in Diensten von Aurora Jesi (Italien).
Nach dem Ende seiner Spielerzeit holte er an der University of California, Berkeley seinen Hochschulabschluss in Erziehungswissenschaft nach und wurde beruflich an Hochschulen als Studienberater tätig.